# Xiombarg
Xiombarg is een monotypisch geslacht van spinnen uit de  familie van de Oonopidae (dwergcelspinnen).

## Soort
- Xiombarg plaumanni Brignoli, 1979